# Eublemma sperans
Eublemma sperans là một loài bướm đêm trong họ Erebidae.